# Shoshone River
Artikeln behandlar bifloden till Bighorn River i Wyoming. För bifloden till Columbia River i Idaho, se Snake River.

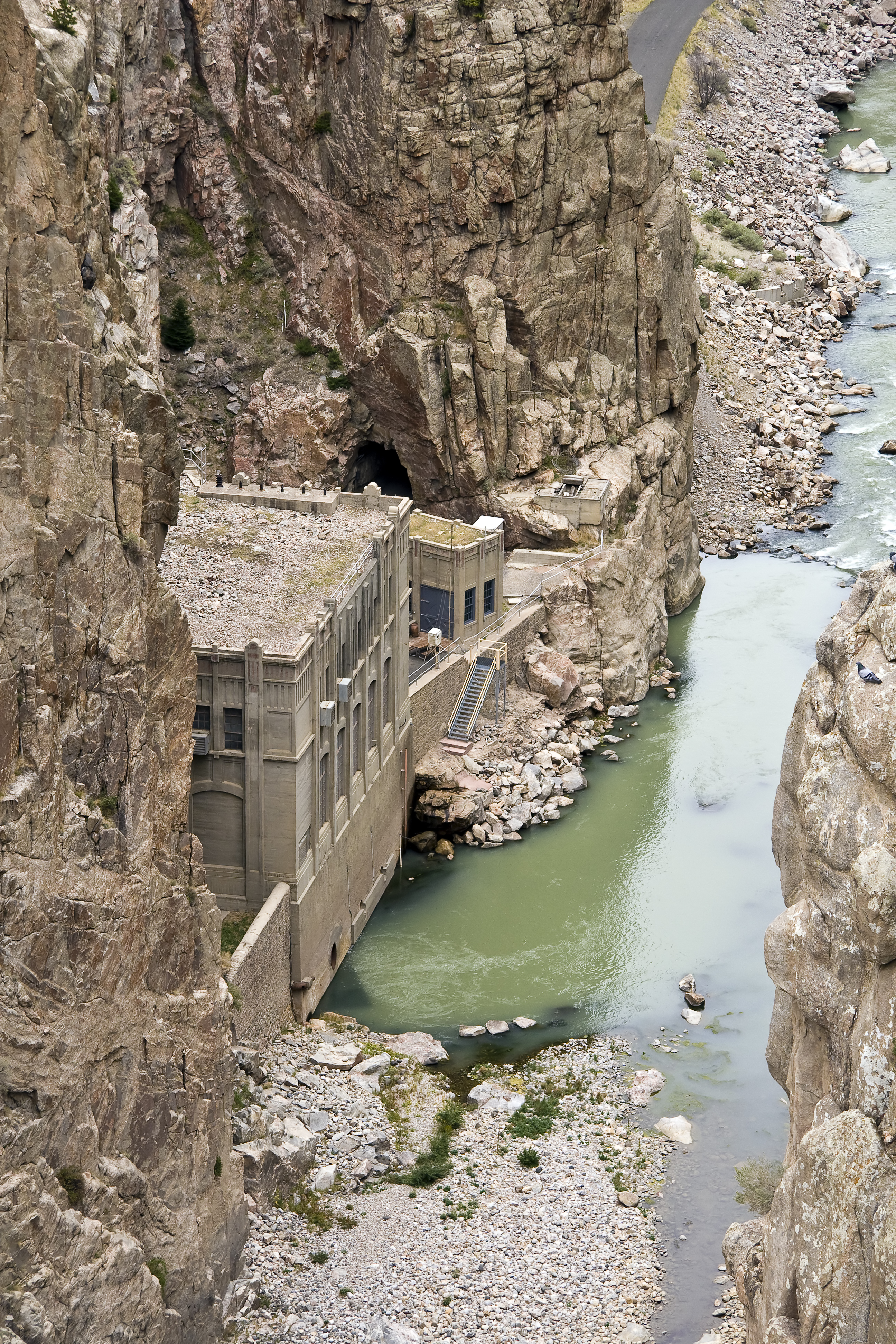
Buffalo Bill-dammens vattenkraftverk nära Cody, Wyoming.

Shoshone River (crow: Aashbikkaashée, "gräshyddans flod", eller Aashilitshia, "stinkande floden") är en omkring 160 kilometer lång flod i norra Wyoming i USA. Floden rinner från Absaroka Range i östra delen av Yellowstone nationalpark österut genom städerna Cody, Powell och Lovell till sitt utlopp i Bighorn River. Floden kallades under 1800-talet Stinking Water River, vilket troligen härrör från de vulkaniska fumaroler som vid denna tid förorenade floden i närheten av Cody. Det vulkaniska området kallas Colter's Hell efter John Colter som utforskade och beskrev området vid floden i början av 1800-talet.
Floden byggdes ut genom det stora Shoshoneprojektet i början av 1900-talet, då Buffalo Bill-dammen och -reservoaren anlades väster om Cody för elproduktion och konstbevattning.